# Друпас, Айвар Иварович
А́йвар Дру́пас (латыш. Aivars Drupass; 3 августа 1963, Рига — 28 мая 1999) — латышский футболист, игравший на позиции нападающего. Вместе с Раймондом Лайзансом стал первым в истории легионером львовского клуба «Карпаты».

## Клубная карьера
Воспитанник рижской «Радиотехники», выступавшей в республиканском чемпионате. Первый тренер — Зигмунд Кипулис.
Во взрослом футболе дебютировал в 1982 году выступлениями за столичный клуб «Даугава». Осенью того же года был призван в армию и ненадолго вынужден был прервать футбольные выступления, однако с 1984 по 1985 года играл в составе «армейских» команд Хабаровска и Москвы.
После завершения службы в 1986 году вернулся в родную «Даугаву». На этот раз сыграл за клуб из Риги пять сезонов. Большую часть времени, проведенного в составе рижской команды, был основным игроком атакующей звена команды.
В последнем чемпионате СССР защищал цвета львовского клуба «Карпаты», а после распада СССР вернулся на родину, подписав контракт с «Сконто», в составе которого в первом же сезоне стал чемпионом страны и обладателем кубка Латвии.
Завершил профессиональную игровую карьеру в нижнелиговой шведской команде «Тидахольм», за которую выступал на протяжении 4-х лет.
Умер в мае 1999 года на 36-м году жизни после продолжительной тяжелой болезни.

## Карьера за сборную
Дебют за сборную Латвии состоялся 8 апреля 1992 года в товарищеском матче против сборной Румынии (0:2). Последний матч был товарищеским против сборной Грузии (1:3). Всего Друпас за сборную провёл 3 матча и забил 1 гол.

### Гол за сборную
| #  | Дата        | Место         | Соперник | Счёт | Результат | Турнир            |
| -- | ----------- | ------------- | -------- | ---- | --------- | ----------------- |
| 1. | 3 июня 1994 | Даугава, Рига | Мальта   | 1—0  | 2—0       | Товарищеский матч |

## Достижения
- Чемпион Латвии: 1992
- Обладатель Кубка Латвии: 1992